# 长柄线尾榕
长柄线尾榕（学名：Ficus filicauda var. longipes）为桑科榕属下的一个变种。

## 扩展阅读
- 維基物種上的相關：长柄线尾榕